# سال تولد سعدی
براساس تفسیرها و حدس‌هایی که از نوشته‌ها و سروده‌های خودِ سعدی در گلستان و بوستان می‌زنند، و با توجه به این‌که سعدی تاریخ پایانِ نوشته‌شدنِ این دو اثر را در خودِ آن‌ها مشخص کرده است، دو حدسِ اصلی در زادروز سعدی زده شده است:

## دیدگاهِ بیشینه (پیرامونِ ۶۰۶ قمری)
نظر بیشترِ پژوهشگران، مبتنی بر آن بخشی از دیباچهٔ گلستان است که چنین می‌گوید:
یک شب تأملِ ایام گذشته می‌کردم و بر عمرِ تلف‌کرده تأسف می‌خوردم و سنگِ سراچهٔ دل را به الماسِ آبِ دیده می‌سُفتم و این ابیات مناسبِ حالِ خود می‌گفتم:
| در اقصای عالم بگشتم بسی |  | به سر بردم ایام با هر کسی     |
| تمتع به هر گوشه‌ای یافتم |  | ز هر خرمنی خوشه‌ای یافتم       |
| چو پاکان شیراز خاکی‌نهاد |  | ندیدم، که رحمت بر این خاک باد |

همچنین، براساسِ بیتِ «ای که پنجاه رفت و در خوابی/ مگر این پنج روزه دریابی» و سایر شواهدِ این حکایت، سعدی را در سالِ ۶۵۶ قمری حدوداً پنجاه‌ساله می‌دانند، و در نتیجه زادروزِ وی را در حدود ۶۰۶ قمری می‌گیرند.

## حکایتِ مسجدِ جامع کاشغر
از طرف دیگر، عده‌ای، از جمله محیط طباطبایی در مقالهٔ «نکاتی در سرگذشت سعدی»، براساس حکایت مسجد جامع کاشغر از باب پنجم گلستان (با شروع سالی «محمد خوارزمشاه، رحمت‌الله‌علیه، با ختا برای مصلحتی صلح اختیار کرد») که به صلح محمد خوارزمشاه، که در حدود سال ۶۱۰ قمری بوده‌است، اشاره می‌کند و سعدی را در آن تاریخ مشهور می‌نامد، و بیتی که مصراع «بیا ای که عمرت به هفتاد رفت» جزو آن است، از اوایل باب نهم بوستان، نتیجه می‌گیرد که سعدی حدود سال ۵۸۵ قمری، یعنی هفتاد سال پیش از نوشتن بوستان در ۶۵۵ قمری، متولد شده‌است. بیشتر پژوهندگان (ازجمله بدیع‌الزمان فروزانفر در مقالهٔ «سعدی و سهروردی»، و عباس اقبال در مقدمهٔ کلیات سعدی) این فرض را که خطابِ سعدی در آن بیتِ بوستان خودش بوده‌است، نپذیرفته‌اند. اشکال بزرگِ پذیرش چنین نظری آن است که سن سعدی را درهنگام درگذشتش به ۱۲۰ سال می‌رسانَد. حکایت جامعِ کاشغر نیز توسط فروزانفر و مجتبی مینوی داستان‌پردازی دانسته شده‌است. اما محمد قزوینی نظر مشخصی در این باره صادر نمی‌کند و می‌نویسد: «حکایت جامع کاشغر فی‌الواقع لاینحلّ است».

## دیدگاهِ سوم
محققان جدیدتر، ازجمله ضیاء موحد (موحد، ۱۳۷۴، صص۳۶–۴۲)، کلاً این‌گونه استدلال در مورد تاریخ تولد سعدی را رد می‌کنند و اعتقاد دارند که شاعران کلاسیک ایران اهل «حدیث نفس» نبوده‌اند؛ بنابراین، نمی‌توان درستیِ هیچ‌یک از این دو تاریخ را تأیید کرد.